# Kovács András (orvos)
 Kovács András József (Tápiógyörgye, 1923. július 29. – 2004. január 28.) magyar orvos, festőművész, az orvostudományok doktora, a Semmelweis Orvostudományi Egyetem 2. Női Klinikájának docense. Felesége Vámos Ilona színművész (1929–2009).

## Életpályája
Különlegesen érzékeny volt a szociális egyenlőtlenségekre, így orvosi tevékenységének a magas szakmai színvonalon túl alaphitvallása volt a hozzáfordulókon való segíteni akarás.
Az 1980-as évek táján történt nyugdíjazása után a Ruhaipari Dolgozók Szakszervezetének volt üzemorvosa, valamint a Nemzeti Egészségvédelmi Intézet által szervezett prevenciós programok rendszeresen felkért előadója volt. A festészetben aktív orvosi munkája mellett is számtalan kiállítás keretében megmutatott alkotói tevékenysége a nyugdíjas évek során még inkább kiteljesedett. Tagja volt az Orvos-Képzőművészek Társaságának és a Magyar Képzőművészek Szövetségének is. Rendszeresen publikált az Egészségnevelés című folyóiratban.

## Szakterülete
Terhesgondozás, egészségnevelés, pozitív családtervezés

## Tudományos elismerése
- A Magyar Tudományos Akadémia nagydoktori fokozata

## Kiállításai
- 1980 és 2000 között - egyebek között - a Semmelweis Egyetem klubhelyiségében, a Flór Ferenc Kórházban, a Ceglédi Kórházban, Tápiógyörgyén a Művelődési Központban.